# Бревил (Манш)
Бревил (фр. Breuville) насеље је и општина у северној Француској у региону Доња Нормандија, у департману Манш која припада префектури Шербур-Октевил.
По подацима из 2011. године у општини је живело 378 становника, а густина насељености је износила 44,95 становника/km². Општина се простире на површини од 8,41 km². Налази се на средњој надморској висини од 132 метара.

## Демографија
| 1962. | 1968. | 1975. | 1982. | 1990. | 1999. | 2011. |
| ----- | ----- | ----- | ----- | ----- | ----- | ----- |
| 210   | 238   | 221   | 292   | 361   | 351   | 378   |

График промене броја становника у току последњих година